# هردی بوکوسو
هردی بوکوسو (انگلیسی: Herdi Bukusu؛ زادهٔ ۳ آوریل ۲۰۰۰) بازیکن فوتبال اهل آلمان است.